# دن-اکسل زاگادو
دن-اکسل زاگادو (فرانسوی: Dan-Axel Zagadou‎؛ زادهٔ ۳ ژوئن ۱۹۹۹) بازیکن فوتبال اهل فرانسه است که برای باشگاه اشتوتگارت در پست مدافع بازی می‌کند.